# جاي غرايدون
جاي غرايدون (بالإنجليزية: Jay Graydon)‏ هو عازف قيثارة وكاتب أغاني وملحن ومنتج أسطوانات أمريكي، ولد في 8 أكتوبر 1949 في بربانك في الولايات المتحدة.

## وصلات خارجية
- الموقع الرسمي
- جاي غرايدون على موقع ميوزك برينز (الإنجليزية)
- جاي غرايدون على موقع أول ميوزيك (الإنجليزية)
- جاي غرايدون على موقع ديسكوغز (الإنجليزية)